# كين براون (لاعب هوكي الجليد)
كين براون هو لاعب هوكي الجليد كندي، ولد في 19 ديسمبر 1948 في Port Arthur, Ontario ‏ في كندا.

## وصلات خارجية
- كين براون على موقع دوري الهوكي الوطني (الإنجليزية)
- كين براون على موقع قاعة مشاهير الهوكي (لاعب أن.إتش.أل) (الإنجليزية)
- كين براون على موقع EliteProspects.com (الإنجليزية)
- كين براون على موقع HockeyDB.com (الإنجليزية)
- كين براون على موقع Hockey-Reference.com (الإنجليزية)